# 大言义
渤海僖王（？—817年），諱大言义，大氏，是渤海国第八代君主，在位期間812年至817年，大嵩璘的儿子，大元瑜的弟弟，改元為朱雀。

## 生平
永德三年（唐元和七年、812年），兄大元瑜去世，权知国务。十二月，遣使朝唐。翌年正月，改元朱雀。唐朝遣使李重旻册封大言义为银青光禄大夫、检校秘书监、忽汗州都督、渤海国王。十二月，派遣王子及辛文德等三十七人向唐朝朝贡，献金银佛像各一。朱雀三年秋，派遣臣王孝廉、高景秀等出使日本。大言义在位期间，进一步加强了与唐朝的关系，先后十四次遣王室成员及高级官吏朝觐。朱雀五年（817年）去世，谥號僖王。

## 家族列表

### 父母及兄弟
- 父亲大嵩璘
- 兄 大元瑜
- 弟 大明忠

### 子女

#### 子
- 子 大延俊

## 《桓檀古记》
《桓檀古记》称大言义被尊为康宗僖皇帝。